# 코팅리 요정

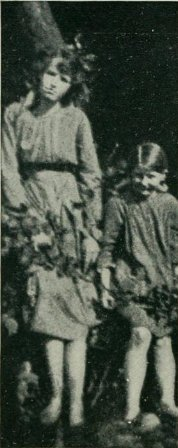
1917년 6월 엘시 라이트와 프랜시스 그리피스

코팅리 요정, 또는 코팅리 페어리(영어: Cottingley fairies)는 잉글랜드 브래드포드의 코팅리(Cottingley)에서 엘시 라이트(Elsie Wright, 1901~1988)와 프랜시스 그리피스(Frances Griffiths, 1907~1986)가 만들어낸 사진이다. 1917년에 첫 두 장의 사진이 공개됐을 때 엘시는 16세였고 프랜시스는 9세였다. 이 사진의 대부분은 가짜였지만, 기존의 사진조작기법을 사용하지 않아 코난 도일경을 비롯한 많은 전문가들이 사진을 실제로 촬영된 것이라고 믿으면서 잉글랜드를 포함한 영국 사회에 한때 큰 이슈가 되었다.
1980년대 엘시와 프랜시스는 사진이 가짜라는 것을 인정했지만, 프랜시스는 마지막 사진만큼은 실제 사진이라고 주장했다. 현재 사진과 사진을 찍는데 사용된 카메라들은 브래드포드에 위치한 국립과학미디어박물관에 전시되어 있다.

## 1917년의 첫 사진 촬영
1917년 여름에 프랜시스는 어머니와 함께 남아공에서 영국으로 이동해 서 요크셔의 코팅리 마을에 있는 엘시의 어머니, 프랜시스의 이모인 폴리 라이트(Polly Wright)의 집에 머물게 됐다. 프랜시스는 엘시와 다락방을 함께 쓰게 됐고, 상당히 친해졌다. 엘시와 프랜시스는 함께 화단 아래에 있는 개울(beck)에서 놀고는 했는데, 자주 몸과 옷이 젖은 채로 돌아와서 어머니들의 분노를 사게 됐다. 프랜시스와 엘시는 변명을 위해 벡에 있는 페어리들을 보기 위해 갔을 뿐이라고 말했다. 이를 증명하기 위해, 엘시는 7월의 어느 토요일  그의 아버지애게서 믿쥐(Midg) 카메라와 건판을 빌려갔다. 이들은 개울로 가서 30분 후에 ‘의기양양해’ 사진을 찍고 돌아왔다. 엘시의 아버지인 아서(Arthur Wright)는 열정적인 아마추어 사진가였고, 집에 암실을 갖추고 있었다. 사진 건판의 사진을 현상했을 때 그는 네명의 페어리가 춤추고 있는 가운데, 프랜시스가 전경의 덤불 뒤에 있는 광경을 보게 되었다. 아서는 딸의 아티스트적 능력과, 그녀가 가끔씩 사진 스튜디오에서 일하고 있었다는 사실을 알고 있었지만, 그는 사진의 형체가 오려낸 그림일 것이라는 생각을 하지 못했다.
두 달 후에 둘은 다시 카메라를 빌려와서, 엘시가 잔디에 앉아 1피트 정도 되는 놈에게 손을 내밀고 있는 사진을 가져왔다. 아서 라이트는 사진을 현상하고 나서 사진이 ‘장난일 뿐이라는’ 것에 분노하고, 두명이 어떻게든 카메라를 조작했을 것이라고 확신했다. 이후로 아서는 그들에게 다시 카메라를 빌려주지 않았다. 그러나 그의 아내 폴리는 사진이 진본일 것이라고 믿었다,
1918년 말에, 프랜시스는 그동안의 삶을 살아온 케이프타운에 살던 친구인 조한나 파빈(Johanna Parvin)에게 편지를 보내면서 페어리들과 함께한 자신의 사진을 보냈다. 프랜시스는 사진 뒤에 ‘너무 재밌어. 난 그들을 아프리카에서 본 적이 없어. 그들이 아프리카에 있기에는 너무 뜨거웠을 거야’라고 남겼다.
나는 현재 학교에서 프랑스어, 기하학, 요리와 대수학을 배우고 있어. 아빠는 프랑스에서 열 달 정도 있다가 집에 돌아오셨고, 우리는 전쟁이 얼마 후에 끝날 것이라고 생각하고 있어. … 내 사진 두 장을 보낼게. 한 장은 뒷마당에서 수영복을 입은 사진이고, 나머지 한 장은 페어리들과 찍은 사진이야. 엘시가 사진을 찍어줬어.

## 공개와 초기 검증
두 사진들은 1919년 중반 엘시의 어머니가 브래드포드의 신지학협회 모임에 참여하는 것을 계기로 공개됐다. 이날 저녁에는 ‘페어리 생명체’에 대한 강의가 있었으며, 그날 모임의 끝에 폴리 라이트는 그의 딸과 조카딸이 찍은 페어리 사진을 강연자에게 보여줬다. 사진에 감동한 강연자는 몇 달 후에 헤로깃에서 열린 신지학협회 연회에서 사진을 전시했는데, 협회의 지도급 인사인 에드워드 가드너(Edward Gardner)가 사진에 관심을 가졌다. 신지학의 핵심 신념 중 하나는 인류는 ‘완벽도’가 높아져 가는 진화과정을 겪고 있다는 것이었는데, 가드너는 사진이 신지학 운동에 끼칠 잠재적 중요성을 인지했다.
두명의 젊은 소녀들이 다른 사람들이 봤던 페어리를 볼 수 있었을 뿐만이 아니라, 처음으로 그들의 형상을 사진판에 기록할 수 있을 정도로 충분한 밀도를 가지고 물질화할 수 있었다는 사실은, 다음 진화 주기가 가까이 오고 있었기 때문에 가능하다는 것을 의미한다.

가드너는 원래 촬영한 네거티브 유리판과 함께 프린트를 사진 전문가인 해럴드 스넬링(Harold Snelling)에게 보냈다. 스넬링은 ‘두 네거티브는 완전히 진본이며, 판지나 종이 모델을 사진에 포함시킨 흔적이 아무것도 없다는 [점에서] … 진짜 사진이다’는 의견을 냈다. 다만 그는 사진이 페어리를 보여 주었다고 말하기 보다는, ‘이 사진들은 그 당시에 카메라 앞에 있던 것을 곧바로 찍은 것들’이라고만 표현했다. 가드너는 프린트가 스넬링에 의해 ‘확증되게’ 한 이후, 영국 전역에서 진행한 묘사 강의를 진행하기 위해 ’인쇄하기에 더욱 도움이 되는’ 새 네거티브 원판을 만들어냈다. 스넬링도 가드너의 강연에서 판매하기 위한 사진 프린트를 공급했다.
작가이자 유명한 심령술사인 아서 코난 도일경은 심령주의자들의 잡지 ‘빛’(Light)의 편집자로부터 사진을 알게 됐다. 이 때 스트랜드 매거진이 아서에게 크리스마스 특집호에 페어리에 대한 글을 써달라는 요청을 받았고, 방송인이자 역사가인 마그누스 마그누손(Magnus Magnusson)에 따르면 이 페어리 사진은 “하나님이 보내주신”(seemed like a godsend)듯했다. 도일은 사진의 배경에 대해 확인하기 위해 1920년 6월에 가드너에게 연락했으며, 그의 기사에 사진을 사용해도 될지 허락을 받기 위해 엘시와 그의 아버지에게도 연락했다. 아서 라이트는 도일이 개입한 것에 대해 ‘분명하게 감명을 받고’, 그에게 출판 허락을 주었다. 다만 그는 이것이 실제 사진이라면, 이미지가 돈에 ‘더럽혀져’서는 안된다는 사실에 기반에 돈을 받기를 거부했다.
가드너와 도일은 사진 회사인 코닥사에 두번째 전문가 의견을 요청했다. 회사의 기술자들이 좋아진 프린트를 검증한 이후, 스넬링이 말한것과 같이 ‘조작되었다는 증거가 보이지 않는다’는 데 동의했지만, ‘페어리를 찍은 진본사진이라는 … 결정적 증거로서 여겨질 수는 없다’고 결론 냈다. 그 결과 코닥사는 진정성 증명서를 발급하기를 거부했다. 가드너는 기술자 한 명이 “어쨌든, 페어리가 사실일 리 없으니, 사진 또한 어떻게든 조작됐을 것이다”고 말하는 것을 듣고, 코닥 기술자들이 사진을 온전히 객관적으로 검증하지 않았을 것이라고 믿었다. 다른 사진회사인 일포드에서도 프린트를 검증했는데, “일부 위장 증거”가 있다고 명확하게 보고했다. 가드너와 도일은 세 전문가 평가 결과를 검토한 결과 2:1로서 진정성이 확인된다고 최종적으로 평가 내렸다.
도일은 또한 사진을 물리학자이자 선도적 정신의학 연구가인 올리버 로지 경에게도 보여줬는데, 그는 사진이 거짓이라 믿었다. 그는 여러 댄서들이 페어리로 분장한 것이라고 제안하며, 그들의 “명백한 ‘파리식’ 헤어스타일”에 대해 의심을 표명했다.

## 1920년 추가 촬영
이후 도일은 곧바로 임박한 호주에서의 강연 투어에 몰두한 후에, 1920년 7월에, 가드너에게 라이트 가족을 만나고 싶다고 연락했다. 이 때, 프랜시스는 가족들과 스카버러로 이주해 지내고 있었다. 엘시의 아버지는 가드너에게 사진이 거짓이었다는 것을 확신하게 됐지만, 소녀들이 없었을 때 침실이나 개울(beck) 주변을 뒤지며 사진 조각이나 잘라낸 자욱 등을 찾아봤지만, ‘원인이 되는’ 것을 하나도 찾아보지 못했다고 말했다. 가드너는 라이트 가족이 정직하고 존경할만하다고 믿었다. 의심을 넘어 사진의 진정성의 중요성을 확인하기 위해, 그는 7월에 두대의 접이식 원판 카메라와 비밀 표식을 숨겨둔 스물네 장의 사진 원판을 가져갔다. 마침 프랜시스가 여름방학을 맞아 라이트 가정을 방문했기 때문에 프랜시스와 엘시는 페어리 사진을 더 찍을 수 있을 터였다. 가드너는 가족을 만나 두 명에게 카메라 작동법을 가르쳐 주고, 페어리 사진을 찍을 때까지 카메라를 가지고 있도록 했다.
가드너가 돌아간 뒤로 8월 19일까지 날씨가 사진을 찍기에 좋지 않았다. 프랜시스와 엘시가 페어리들은 다른 사람들이 보고 있다면 나타나지 않을 것이라고 계속 말했기 때문에, 엘시의 어머니가 여동생과 차를 마시기 위해 떠나게 되었고, 마침내 그들은 혼자가 됐다. 그녀가 없을 때 소녀들은 몇 장의 사진을 찍었고, 그중 두 장에서 페어리들이 나타났다. 첫 사진인 〈프랜시스와 뛰는 페어리〉에서, 프랜시스는 그녀의 코 가까이에 날개달린 페어리를 지켜보고 있다. 두번째 사진인 〈엘시에게 헤어벨 꽃다발을 내미는 페어리〉는, 가지 위에 떠 있거나 한 발로 서 있는 페어리가 엘시에게 꽃을 건내는 장면이 담겼다. 이틀 후에 그들은 마지막 사진, 〈페어리들의 일광욕〉을 찍었다.
사진 원판들은 솜으로 포장돼 런던에 있던 가드너에게 돌아갔고, 가드너는 ‘환상적인’ 전보를 멜버른에 있던 도일에게 보낸다. 도일은 ‘먼 오스트레일리아에서 당신의 기록과 우리의 출판 결과물을 확증하는 세장의 놀라운 사진을 받았다는 것이 너무 기쁩니다 … 우리는 교령회에서 앞으로도 가시적 징조가 다가올 것이라는 지속적인 메시지를 받았습니다’고 답장했다.

## 참고 문헌
- Magnusson, Magnus (2006). 《Fakers, Forgers & Phoneys》. Mainstream Publishing. ISBN 1-84596-190-0.
- Prashad, Sukhadev (2008). 《World Famous Supernatural Mysteries》. Pustak Mahal. ISBN 978-81-223-0559-3.
- Doyle, Sir Arthur Conan (1922). 《The Coming of the Fairies》. George H.Dohan Company.
- Smith, Paul (1997). 〈The Cottingley Fairies: The End of a Legend〉.   Narváez, Peter. 《The Good People: New Fairylore Essays》. The University Press of Kentucky. 371–405쪽. ISBN 978-0-8131-0939-8.